# Herpetoskylax
Herpetoskylax es un género extinto de sinápsido biarmosuquio que vivió durante el Pérmico Superior en lo que ahora es Sudáfrica. La especie tipo es Herpetoskylax hopsoni. Su cráneo medía aproximadamente 15 cm de longitud.